# Jaime Torres Bodet
Jaime Mario Torres Bodet (Città del Messico, 17 aprile 1902 – Città del Messico, 13 maggio 1974) è stato un politico e scrittore messicano.

## Biografia
Nato a Città del Messico, fu nominato Segretario della Pubblica amministrazione (1943-1946) dal presidente Manuel Ávila Camacho, successivamente ricoprì l'incarico di Segretario degli affari esteri (1946-1951) sotto la presidenza di Miguel Alemán Valdés. Più tardi, nel 1958-1964, è stato nuovamente nominato a servire come Segretario della Pubblica Istruzione, questa volta sotto la presidenza di Adolfo López Mateos. A cavallo tra il 1929 e la Seconda guerra mondiale Bodet ricoprì incarichi diplomatici presso Madrid, L'Aia, Parigi, Buenos Aires e Bruxelles.
È stato direttore generale dell'UNESCO dal 1948 al 1952. Dal 1955 al 1958 è stato ambasciatore in Francia. Nel 1971 ricevette dal senato messicano la Medaglia d'Onore Belisario Domínguez. Era anche un membro dell'Accademia del linguaggio in Messico (l'agenzia nazionale corrispondente alla Royal Academy della Spagna) e del Collegio Nazionale. Malato di tumore da sedici anni, morì suicida a Città del Messico il 13 maggio 1974 con un colpo di arma da fuoco.